# 伏湛
伏湛（？—37年），表字惠公，徐州琅邪郡東武县（今山東省諸城市）人，西汉末期、东汉初期政治人物。济南伏生（伏勝）九世孫。父伏理为知名儒者，教漢成帝《诗经》，官至高密太傅，形成一家学派。
兄弟伏某、伏黯。其子伏隆、伏咸、伏翕。伏湛后代有东汉末年伏完、伏寿（伏皇后）父女。

## 生平
| 姓名           | 伏湛 |
| 時代           | 西漢時代 - 东汉時代 |
| 生没年         | 生年不詳 - 37年（建武十三年）                                                                                            |
| 字・別号       | 惠公（字） |
| 本貫・出身地等 | 徐州琅邪郡東武县 |
| 職官           | 博士弟子〔西漢〕→绣衣執法〔新〕 →後隊屬正〔新〕 →平原太守〔更始〕→尚書〔东汉〕 →司直兼行大司徒事〔东汉〕 →大司徒〔东汉〕 |
| 爵位・号等     | 陽都侯〔後漢〕→不其侯〔东汉〕                                                                                            |
| 陣营・所属等   | 漢成帝→漢哀帝→漢平帝→孺子嬰 →王莽→更始帝→光武帝                                                                          |
| 家族・一族     | 父：伏理 子：伏隆 伏咸 伏翕                                                                                              |

伏湛年轻时继承父亲为儒者，教门生数百人。漢成帝時，因父親的功績，任命为博士弟子。经过五次進昇後，在王莽当皇帝时，任绣衣執法（新制绣衣御史）督察大奸命，後担任後队屬正（新制河南郡都尉）。

### 更始时期
更始帝即位，伏湛被任命为平原太守。伏湛孝顺长辈厚待友人为人所知。赴任平原太守時，四方兵乱，伏湛教学不止。和平原百姓一起吃粗食，俸禄全赈济故乡，来客人一百余家。門下督建议伏湛起兵割据，伏湛认为他行為惑众，于是誅殺門下督，将其梟首，郡内安定。

### 光武时期
劉秀即位为光武帝，以伏湛名臣声望，聘任他为尚書，主管恢复旧制。大司徒邓禹西征進言光武帝伏湛堪任宰相，于是光武帝任命伏湛以司直兼行大司徒事。光武帝親征，常以伏湛担任留守，总摄群司。建武三年（27年）三月，邓禹辞任大司徒，伏湛继任，封陽都侯。
赤眉軍投降後，光武帝親征漁陽郡彭寵。伏湛反对皇帝离开洛陽遠征漁陽，认为浪費人力物力，而成果不大，光武帝听从，取消了親征漁陽。
伏湛的名声在青州、徐州广为人知，原赴任的平原郡周围也是如此同様。当时，河北地方軍獲策軍部将徐少（徐異卿）受到漢軍攻打不降，说「愿降司徒伏公」。光武帝派遣伏湛到平原，徐少于是投降。
伏湛认为修文德非常必要，最重要問題是礼乐政治教化。建武五年（29年）、上奏施行乡飲酒礼。同年冬，光武帝親征齐王张步，伏湛留守洛陽。其間，在高廟举行蒸祭，司隷校尉与河南尹在廟内争論，伏湛在光武帝归还後没有報告，被問责罷免。建武六年（30年），伏湛被封为不其侯，食邑三千六百户，到封地就任。
建武十三年（37年）夏，伏湛被召回洛陽，光武帝主持的宴席上伏湛中暑，不久病故。

## 延伸阅读
[在维基数据编辑]
 《後漢書/卷26》，出自范晔《後漢書》
 《東觀漢記》